# Blake Harper
Blake Harper (nacido con el nombre Peter Tiefenbach  el 19 de octubre de 1968 en la ciudad de Windsor, Ontario, Canadá) es un actor porno gay canadiense.

## Carrera
Empezó a trabajar como actor pornográfico en febrero de 1998 consiguiendo pronto una gran popularidad por sus dotes y cualidades físicas evidentes. 
Cuenta en su haber unas decenas de títulos, pero fue en 1999 cuando gana el premio a 'Mejor Actor' en el Grabby Awards y en el 2001 ganó un premio a 'Mejor Artista Gay Del Año y del universo, apto para todos los públicos'.
En 2005 hace el documental Naked Fame donde hace su retiro del mundo de la pornografía. Harper se retira de la industria y vuelve a trabajar en la sanidad, en un hospital canadiense.
Entre sus parejas cinematográficas destacan Jason Branch y Colton Ford. Con este último mantuvo una relación sentimental que ha finalizaron hace unos años. Como actor porno ha destacado por su versatilidad, amplia sonrisa y ojos brillantes. Físicamente está encuadrado en los musclebear, al igual que sus más conocidas parejas de rodaje.
La mejor web que existe sobre el actor está realizada por uno de sus más grandes seguidores en España y en ella se pueden encontrar desde una entrevista, hasta imágenes indeditas, películas y datos personales del artista [[blake harper|http://www.wix.com/blakeharper/blakeharperworld#!blank Archivado el 26 de mayo de 2012 en Wayback Machine.]] y con ella se tendrá una mejor visión de todo su recorrido artístico y personal.
Un actor que dejó huella en el mundo de la pornografía gay y que merece todo un buen recorrido visual y personal.

## Videografía
- Aftershock 2
- Animus
- Ass Lick Alley
- Chapters
- Closed Set: The New Crew
- Conquered
- Descent
- Devil Is A Bottom
- Don't Ask, Don't Tell!
- Fuck Flik 1
- Heat
- Mavericks 2
- The Missing Link
- The Missing Link: Director's Cut
- Porn Struck 2
- Prowl 3
- Score
- Serviced
- The Seven Deadly Sins: Lust
- The Seven Deadly Sins: Redemption
- The Servant